# Tiroteo de Annaberg
En la noche del 16 de septiembre de 2013, la policía austriaca recibió una llamada sobre un presunto cazador furtivo en los bosques cerca de Annaberg, Baja Austria . Los agentes de policía intentaron inspeccionar el vehículo de Alois Huber, de 55 años, pero se dio a la fuga y luego estrelló su automóvil en una zanja cerca de Annaberg. Mientras huía, Huber mató a varios policías y a un paramédico de la Cruz Roja. También secuestró a otro oficial mientras huía a su casa en Melk . Allí, se produjo un enfrentamiento con la policía con un centenar de policías y militares presentes en vehículos blindados. Después de que se registró la casa el 17 de septiembre, se descubrió un incendio ardiendo en un sótano secreto, con los restos carbonizados de un hombre, lo cual se sospechaba era el cuerpo de Huber.

## Detalles

### Antes de los tiroteos
Desde 2008, se habían producido informes de caza furtiva en Annaberg, con ocho casos de caza furtiva informados. En marzo de 2011, un cazador furtivo atrapó a un cazador furtivo en el acto, pero el cazador furtivo atacó al cazador y logró escapar. Se inició una investigación, pero se desconocía la identidad del cazador furtivo. Se sabía que Huber era un cazador furtivo y había dejado cabezas de animales muertos en las carreteras para desafiar a la policía y a los cazadores legales. Se dijo que su licencia de caza había sido revocada.

### Tiroteo
Durante la noche del 16 de septiembre de 2013, la policía austriaca, recibió reportes de un cazador furtivo en el bosque colindante a Annaberg, Baja Austria. Oficiales de policía trató de inspeccionar el vehículo de Alois Huber, de 55 años, pero aceleró al verlos y luego estrelló su automóvil en una zanja cerca de Annaberg. Luego, Huber avanzó a pie y disparó a dos policías apostados cerca de un puesto de control en Annaberg. Un paramédico de la Cruz Roja también recibió un disparo mientras brindaba ayuda a una víctima. Uno de los oficiales y el paramédico murieron más tarde en el hospital, mientras que el otro oficial sobrevivió a sus heridas. En otro puesto de control, Huber disparó y mató a otro oficial mientras tomaba un cuarto rehén. Luego robó un coche de policía y lo condujo hasta su casa de campo cerca de Melk.

### Segundo enfrentamiento
Se inició un enfrentamiento cuando Huber huyó a su casa. La policía austriaca rodeó el área a las 07:00 del 17 de septiembre. Un centenar de policías fueron localizados en el lugar y Huber disparó esporádicamente, de quien se sospechaba que había almacenado allí una gran cantidad de armas y municiones, ya que poseía legalmente varias armas de caza. También se informó que los niños de Huber podrían estar en el lugar. La policía trató de ponerse en contacto con Huber, utilizando a sus familiares para ayudarlos. A las 13:38, la policía austriaca solicitó la ayuda del ejército austriaco, que envió tres vehículos blindados. Cuando la policía se acercó a la casa, encontraron el coche de policía robado alrededor de las 15:00, con el cadáver del oficial secuestrado dentro. A las 17:30, Huber disparó sus últimas rondas hacía la policía.
Durante la noche de 17 de septiembre at 18:20, la unidad antiterrorista EKO Cobra investigo la granja. Se encontró un sótano escondido con el cuerpo quemado de un hombre adentro; el fuego parecía haber sido iniciado por el mismo hombre. La policía sospechaba que era el cuerpo de Huber, aunque la investigación de ADN aún necesita confirmarlo. Los informes anteriores de que Huber había recibido un disparo en el abdomen durante el enfrentamiento por parte de la policía aún no han sido confirmados. No se encontraron más personas en el lugar.

### Víctimas
Los tres policías fallecidos tenían entre 38 y 51 años. El paramédico fue identificado como Johann Dorfwirth, de 70 años, perteneciente a la Cruz Roja de Austria; fue paramédico durante mucho tiempo en la organización y recibió varios premios por su servicio.

## Perpetrador
Alois Huber, de 55 años, fue identificado tentativamente como el presunto autor de los disparos por parte de la policía. Era soltero y dueño de una empresa de transporte. También era conocido por ser un cazador furtivo.

## Reacciones
El 17 de septiembre, alrededor de las 16:00, Fritz Neugebauer, segundo presidente del Consejo Nacional de Austria, interrumpió la audiencia parlamentaria para informar a los delegados del incidente. Luego guardaron varios minutos de silencio por las víctimas caídas. La ministra del Interior de Austria, Johanna Mikl-Leitner, dio el pésame a las familias de las víctimas. Ella dijo que el tiroteo no tenía precedentes en la historia de la policía austriaca. Agradeció a los policías presentes por la resolución del caso. El gobierno provincial de Baja Austria ordenó que ondearan banderas negras por las víctimas del tiroteo.